# イレーネー・アンゲリナ
イレーネー・アンゲリナ（Irene Angelina, 1177/1181年 - 1208年8月27日）は、東ローマ皇帝イサキオス2世アンゲロスと最初の皇后ヘリナの娘。シチリア王ルッジェーロ3世妃、のちシュヴァーベン公・神聖ローマ皇帝フィリップ妃。

## 生涯
1193年、シチリア王ルッジェーロ3世と結婚するが、その年の12月に夫は急逝した。1194年12月、イレーネーはシチリアに侵攻したドイツ軍に捕らわれた。1197年5月、彼女はシュヴァーベン公であったフィリップとアウクスブルクで結婚式を挙げた。この結婚には、フィリップの兄ハインリヒ6世の、ホーエンシュタウフェン家に東ローマ帝国に対する相続権を確保するという意図があった。
父イサキオス2世アンゲロスは1195年に皇帝の座から追われたが、娘婿フィリップの協力で復位した。イレーネーの兄弟アレクシオスは第4回十字軍の侵攻の間、フィリップの宮廷に滞在した。イレーネーは、1204年にコンスタンティノープルへ到着した十字軍に少なからず影響を与えていたのである。
フィリップとイレーネーには、4人の子が生まれた。
- ベアトリス（1198年 - 1212年）　神聖ローマ皇帝オットー4世の皇后
- クニグンデ（1200年 - 1248年）　ボヘミア王ヴァーツラフ1世妃
- マリア（1201年 - 1235年）　ブラバント公アンリ2世妃
- エリーザベト（1203年 - 1235年）　カスティーリャ王フェルナンド3世妃

1208年6月21日、夫フィリップが暗殺され、同年8月27日にイレーネーも死去した。